# Rugby playa en los Juegos Suramericanos de Playa de 2014
La rugby playa en los Juegos Suramericanos de Playa de La Guaira 2014 estuvo compuesto de dos torneos con 4 selecciones en cada uno. Tanto la competición masculina como la femenina fueron ganadas por los representativos de la Unión Argentina de Rugby.

## Medallero[2]
| Núm.  | País      | Oro | Plata | Bronce | Total |
| ----- | --------- | --- | ----- | ------ | ----- |
| 1     | Argentina | 2   | 0     | 0      | 2     |
| 2     | Venezuela | 0   | 2     | 0      | 2     |
| 3     | Ecuador   | 0   | 0     | 1      | 1     |
| 3     | Uruguay   | 0   | 0     | 1      | 1     |
| Total | Total     | 2   | 2     | 2      | 6     |

## Torneo masculino

### Participantes
- Selección de rugby playa de Argentina
- Selección de rugby playa de Ecuador
- Selección de rugby playa de Guyana
- Selección de rugby playa de Venezuela

### Resultados

#### 1.ª jornada
| 17 de mayo 17:00 | Argentina | 15 - 2 | Guyana | Coliseo Hugo Chávez, Vargas, Venezuela |  |

| 17 de mayo 17:20 | Venezuela | 11 - 3 | Ecuador | Coliseo Hugo Chávez, Vargas, Venezuela |  |

| 17 de mayo 18:20 | Argentina | 11 - 2 | Ecuador | Coliseo Hugo Chávez, Vargas, Venezuela |  |

| 17 de mayo 18:40 | Venezuela | 10 - 6 | Guyana | Coliseo Hugo Chávez, Vargas, Venezuela |  |

#### 2.ª jornada
| 18 de mayo 17:40 | Argentina | 6 - 4 | Venezuela | Coliseo Hugo Chávez, Vargas, Venezuela |  |

| 18 de mayo 18:00 | Ecuador | 7 - 4 | Guyana | Coliseo Hugo Chávez, Vargas, Venezuela |  |

### Semifinales
| 19 de mayo 17:40 | Argentina | 9 - 2 | Guyana | Coliseo Hugo Chávez, Vargas, Venezuela |  |

| 19 de mayo 18:00 | Venezuela | 9 - 0 | Ecuador | Coliseo Hugo Chávez, Vargas, Venezuela |  |

### Medalla bronce
| 19 de mayo 19:00 | Ecuador | 6 - 3 | Guyana | Coliseo Hugo Chávez, Vargas, Venezuela |  |

### Medalla oro
| 19 de mayo 20:00 | Argentina | 10 - 1 | Venezuela | Coliseo Hugo Chávez, Vargas, Venezuela |  |

### Medallero
| Evento    | Oro       | Plata     | Bronce  |
| --------- | --------- | --------- | ------- |
| masculino | Argentina | Venezuela | Ecuador |

## Torneo femenino

### Participantes
- Selección femenina de rugby playa de Argentina
- Selección femenina de rugby playa de Guyana
- Selección femenina de rugby playa de Uruguay[3]
- Selección femenina de rugby playa de Venezuela

### Resultados

#### 1.ª jornada
| 17 de mayo 17:40 | Argentina | 8 - 0 | Guyana | Coliseo Hugo Chávez, Vargas, Venezuela |  |

| 17 de mayo 18:00 | Uruguay | 4 - 3 | Venezuela | Coliseo Hugo Chávez, Vargas, Venezuela |  |

#### 2.ª jornada
| 18 de mayo 17:00 | Argentina | 9 - 3 | Venezuela | Coliseo Hugo Chávez, Vargas, Venezuela |  |

| 18 de mayo 17:20 | Uruguay | 5 - 1 | Guyana | Coliseo Hugo Chávez, Vargas, Venezuela |  |

| 18 de mayo 18:20 | Argentina | 6 - 5 | Uruguay | Coliseo Hugo Chávez, Vargas, Venezuela |  |

| 18 de mayo 18:40 | Venezuela | 7 - 4 | Guyana | Coliseo Hugo Chávez, Vargas, Venezuela |  |

### Semifinales
| 19 de mayo 17:00 | Argentina | 7 - 1 | Guyana | Coliseo Hugo Chávez, Vargas, Venezuela |  |

| 19 de mayo 17:20 | Venezuela | 4 - 3 | Uruguay | Coliseo Hugo Chávez, Vargas, Venezuela |  |

### Medalla bronce
| 19 de mayo 19:00 | Uruguay | 10 - 1 | Guyana | Coliseo Hugo Chávez, Vargas, Venezuela |  |

### Medalla oro
| 19 de mayo 19:40 | Argentina | 4 - 2 | Venezuela | Coliseo Hugo Chávez, Vargas, Venezuela |  |

### Medallero
| Evento   | Oro       | Plata     | Bronce  |
| -------- | --------- | --------- | ------- |
| femenino | Argentina | Venezuela | Uruguay |